# Ectenessidia
Ectenessidia is een kevergeslacht uit de familie van de boktorren (Cerambycidae). De wetenschappelijke naam van het geslacht werd voor het eerst geldig gepubliceerd in 1909 door Gounelle.

## Soorten
Ectenessidia omvat de volgende soorten:
- Ectenessidia metallica Napp & Martins, 2006
- Ectenessidia nigriventris (Belon, 1902)
- Ectenessidia varians (Gounelle, 1909)